# Jil, Gegharkunik
Jil là một đô thị thuộc tỉnh Gegharkunik, Armenia. Dân số ước tính năm 2011 là 690 người.